# Xenia flava
Xenia flava is een zachte koraalsoort uit de familie Xeniidae. De koraalsoort komt uit het geslacht Xenia. Xenia flava werd in 1933 voor het eerst wetenschappelijk beschreven door Roxas. 